# Numeració oficial dels municipis suïssos
La Numeració oficial dels municipis suïssos és una xifra que s'atribueix a cada municipi suís per part de l'Oficina Federal d'Estadística (OFS).

## Llista oficial dels municipis
La llista oficial dels municipis suïssos es posa al dia per part de l'OFS en virtut de l'article 6 de l'ordenança del 30 de desembre de 1970 sobre els noms de lloc, dels municipis i de les estacions (RS 510.625). Aquesta llista és la referència federal dels noms dels municipis i estan classificats per cantons i per districtes.
Aquesta llista es pot consultar a l'enllaç següent:
- «Statistique suisse - Répertoire officiel des communes».

## Regles de numeració
Com s'indica aquí baix, els municipis es classifiquen per cantó i per districte, després per ordre alfabètic. Llavors s'atribueix un número que es va incrementant a cada municipi, però es deixen números lliure per tal si els municipis canvien de districte o fins i tot de cantó.
Com a exemple: 
| Cantó | Districte | Número de municipi | Nom                |
| ----- | --------- | ------------------ | ------------------ |
| ZH    | 101       | 1                  | Aeugst am Albis    |
| ZH    | 101       | 2                  | Affoltern am Albis |
| ....  |           |                    |                    |
| JU    | 2603      | 6806               | Vendlincourt       |

## Problemes actuals i solucions
La numeració actual presenta alguns problemes, sobretot pel que fa a canvis de municipis, fusions... S'ha parlat d'adoptar un nou model.

## Codis cantonals
| Cantó                           | Codis     |
| ------------------------------- | --------- |
| Cantó de Zuric                  | 0001-0261 |
| Cantó de Berna                  | 0301-0996 |
| Cantó de Lucerna                | 1001-1150 |
| Cantó d'Uri                     | 1201-1220 |
| Cantó de Schwyz                 | 1301-1375 |
| Cantó d'Obwalden                | 1401-1407 |
| Cantó de Nidwalden              | 1501-1511 |
| Cantó de Glarus                 | 1601-1629 |
| Cantó de Zug                    | 1701-1711 |
| Cantó de Friburg                | 2001-2336 |
| Cantó de Solothurn              | 2401-2622 |
| Cantó de Basilea-Ciutat         | 2701-2703 |
| Cantó de Basilea-Camp           | 2761-2895 |
| Cantó de Schaffhausen           | 2901-2974 |
| Cantó d'Appenzell Ausser-Rhoden | 3001-3038 |
| Cantó d'Appenzell Inner-Rhoden  | 3101-3111 |
| Cantó de Sankt Gallen           | 3201-3444 |
| Cantó dels Grisons              | 3501-3987 |
| Cantó d'Argòvia                 | 4001-4323 |
| Cantó de Turgòvia               | 4401-4951 |
| Cantó de Ticino                 | 5001-5322 |
| Cantó de Vaud                   | 5401-5939 |
| Cantó del Valais                | 6001-6300 |
| Cantó de Neuchâtel              | 6401-6511 |
| Cantó de Ginebra                | 6601-6645 |
| Cantó de Jura                   | 6701-6806 |